# Diòcesi d'Amaya
La diòcesi d'Amaya (en llatí Diocesis Amaiensis) va ser un bisbat de l'església catòlica existent breument als segles VIII/IX i x al comtat de Castella amb seu a la localitat d'Amaya, l'antiga capital del ducat de Cantàbria, i actualment una entitat local menor del municipi de Sotresgudo.
Hi ha autors que han afirmat que la diòcesi d'Amaya existia abans de la conquesta per part dels musulmans el 711, a causa de la destrucció d'Astorga a mans dels visigots, que deixia la zona Cantàbria dependent d'aquesta localitat enquadrada dins de la tarraconense. No obstant això, l'existència d'aquest bisbat durant el regne visigot és dubtós, ja que hi ha molt pocs indicis. Aquesta seu, juntament amb Alesanco i Segia, hauria servit per regir les comunitats de cristians de càntabres, i les altres dues les de berons i bascos, però a la zona només va perdurar Oca, quan els càntabres resistents a la dominació dels visigots, comandats per Leovigild, van capturar i saquejar la plaça forta d'Amaya, la seu hauria desaparegut i les seves terres annexades a la diòcesi d'Oca. Tanmateix, la idea d'un bisbe anterior a la invasió prové del Codex miscellaneus Ovetensis del segle vii o viii, amb anotacions posteriors, que conté una llista escrita de les seus episcopals en lletra gòtica, i al costat de les 15 diòcesis conegudes de la tarraconense en les subscripcions dels concilis, la mateixa anotació visigòtica va escriure Alesanco i Amaya, per bé que no és admissible que existissin el 693, però sí hagués pogut succeir que la localitat fos dotada de bisbat entre aquesta data i el 711, moment en què no es convoca cap concili i, per tant, no se'n tindrien notícies.
Molt probablement la diòcesi es funda més tard, Amaya va ser ocupada pels cristians l'any 860 i s'inicia aleshores la seva repoblació. Situada al nord de la futura Castella i de la vella ciutat episcopal d'Oca, Amaya estava allunyada del centres polítics i la seva ubicació sobre una penya va ajudar els cristians a controlar i defensar millor el territori, així com per avançar cap al sud. En termes eclesiàstics, la dominació comtal castellana a la regió càntabre i burgalesa durant els primers segles va suposar una organització caòtica, confusa i molt recarregada per a un territori relativament petit. Enfront de les velles seus de Palència i d'Oca, apareixen noves diòcesis de límits més difosos: Valpuesta, Muñó, Sasamón i la mateixa Amaya, que hauria estat fundada al segle viii, però la zona sempre va quedar sota la influència de Palència i Oca.
El bisbat no va tenir massa recorregut, si bé els bisbes d'aquesta regió, segons alguns autors eren els d'Amaya-Muñó-Sasamón, van estar actuant en la regió situada entre els rius Arlanza i Duero, molts subscriuen els diplomes del monestir de Cardeña, amb activitat sobretot entre el 927 i 1085. Cap a mitjan segle x és fusionada amb la diòcesi de Muñó (ja que suposadament hi ha constància d'un bisbe amb els dos títols), la qual, a més, va tenir com a successora la localitat de Sasamón. A més, més tard el 1072 ja devia estar fusionada amb la diòcesi de Valpuesta, doncs el seu titular hauria estat Munio, que competia aleshores amb el bisbe de Burgos-Oca, Jimeno II, per l'ús del títol d'Oca, com a seu més antiga de la regió. La confusa organització diocesana de Castella va quedar finalment reformada durant els regnats de Sanç II i Alfons VI, que van fusionar totes les diòcesis castellanes a l'est de Palència en la de Burgos, tret d'Osma, que va quedar sota la influència de Calahorra.